# Konventionalzug

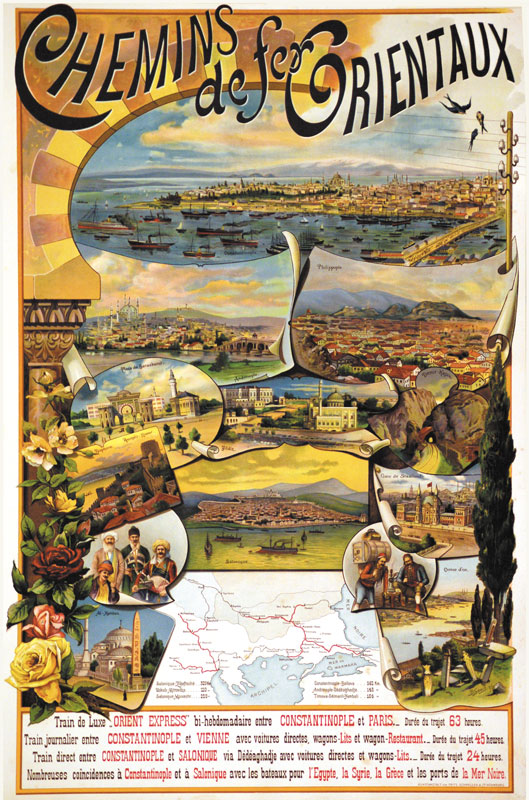
Reklame der Chemins de fer Orientaux (CO) mit Erwähnung des Konventionalzugs in der zweiten Zeile, direkt unter dem Orient-Express. Als Fahrzeit werden nur 45 Stunden angegeben.

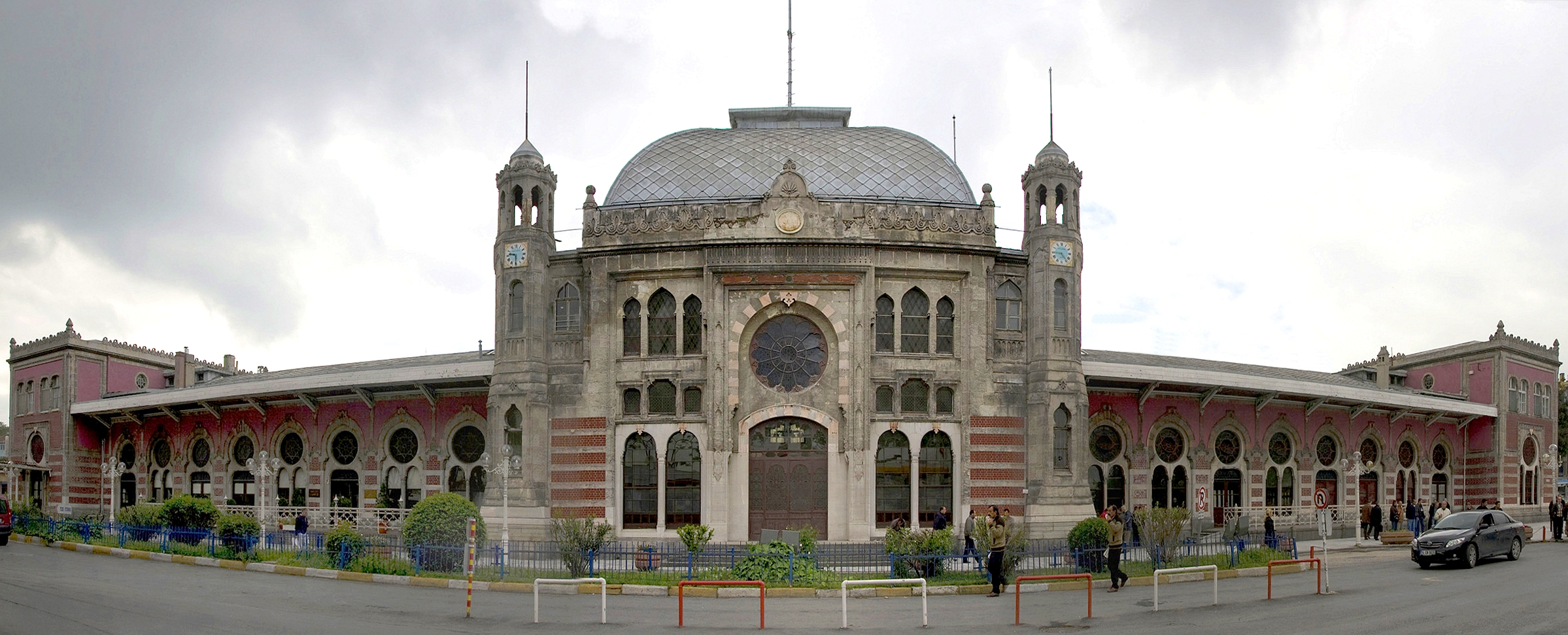
Bahnhof Istanbul Sirkeci, Zielbahnhof des Konventionalzugs

Der Konventionalzug oder Konventionszug, auch Conventionalzug respektive Conventionszug geschrieben, war ein vor dem Ersten Weltkrieg bestehendes Zugpaar des Schienenpersonenfernverkehrs zwischen Österreich und dem Balkan. 

## Geschichte
Der am 13. August 1888 eingeführte Konventionalzug verkehrte täglich auf der Teilstrecke Wien–Budapest–Belgrad–Sofia–Konstantinopel des Orient-Express und stellte als gewöhnlicher Schnellzug mit drei Wagenklassen eine günstigere und öfter verkehrende Alternative zum bekannten Luxuszug her. Er führte zunächst nur Sitzwagen, wobei in den Abteilen der 1./2. Klasse zum Teil ausklappbare Sitze vorhanden waren, die nachts eine Schlafmöglichkeit boten. Die Einführung des Zuges, im österreichischen Kursbuch von 1912 mit K abgekürzt, war bereits in einer am 9. Mai 1883 zwischen Österreich-Ungarn, Serbien, Bulgarien und des Osmanischen Reiches abgeschlossenen Eisenbahnkonvention vereinbart worden. Der Artikel 12 dieser Konvention sah für den nach ihr benannten Zug die Beförderung von Bahnpost sowie eine minimale Reisegeschwindigkeit von 35 km/h vor, womit der Zug etwas langsamer als der Orient-Express war. Sitz der verkehrsregelnden Kommission war Budapest.
Der Zug verließ Wien um 8:00 Uhr und erreichte Konstantinopel am übernächsten Tag gegen 7:30 Uhr. Im selben Zug war eine Kurswagengruppe nach Thessaloniki vorgesehen, die am Folgetag um 19:15 Uhr ankam. Auf der mitteleuropäischen Eisenbahn-Sommerfahrplan-Konferenz im Jahr 1890 wurde die Gewährung täglicher direkter Anschlüsse an die Nachtschnellzüge Berlin – Sagan – Breslau und umgekehrt beschlossen. Dies sollte einerseits unter teilweiser Verlegung dieser Züge über Ruttka nach Budapest im Anschluss an die ungarisch-serbisch-bulgarisch-türkischen Konventionszüge nach Thessaloniki und Konstantinopel, andererseits über Wien und Galizien, geschehen.
Im serbischen Kursbuch von 1900 war der Konventionszug unter der Zugnummer 3/4 zu finden. Er führte folgende Kurswagen:
- AB Wien – Konstantinopel
- AB Budapest – Thessaloniki
- CR Belgrad – Konstantinopel, mit Küche

In den Wagen der 1. und 2. Klasse mit Schlafeinrichtung konnten Liegeplätze gebucht werden. Aufgrund des Monopols der Compagnie Internationale des Wagons-Lits (CIWL) für Österreich-Ungarn war dies jedoch nur auf dem Streckenabschnitt Belgrad – Konstantinopel möglich. Der Zug führte darüber hinaus einen Schlafwagen Paris – Konstantinopel mit. Eine größere Änderung gab es erst nach den Balkankriegen in den Jahren 1912 und 1913, als aus einem zwei separate Züge entstanden. Ein Zuglauf führte weiterhin von Budapest nach Konstantinopel, ein weiterer, aus der ehemaligen Kurswagengruppe hervorgegangen, von Budapest nach Thessaloniki.
Am 11. Juli 1904 wurde zwischen Saloniki und Konstantinopel ein Sprengstoffattentat auf den Konventionalzug Thessaloniki–Wien verübt. Dieser hatte beim Streckenkilometer 48 bei Amatowo zwei Minuten Aufenthalt wegen der Entdeckung einer Mine von 15 Kilogramm Dynamit und 400 Metern Leitungsdraht. Ein Bahnwärter und ein Soldat wurden getötet.

## Wagen

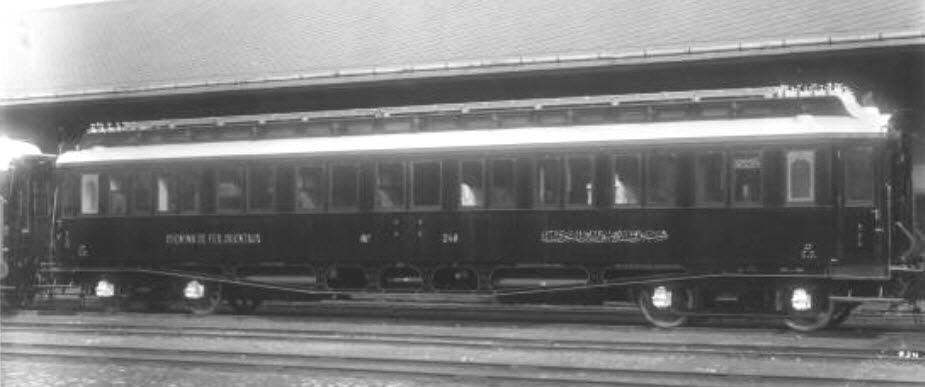
Der auf der Pariser Weltausstellung gezeigte Wagen

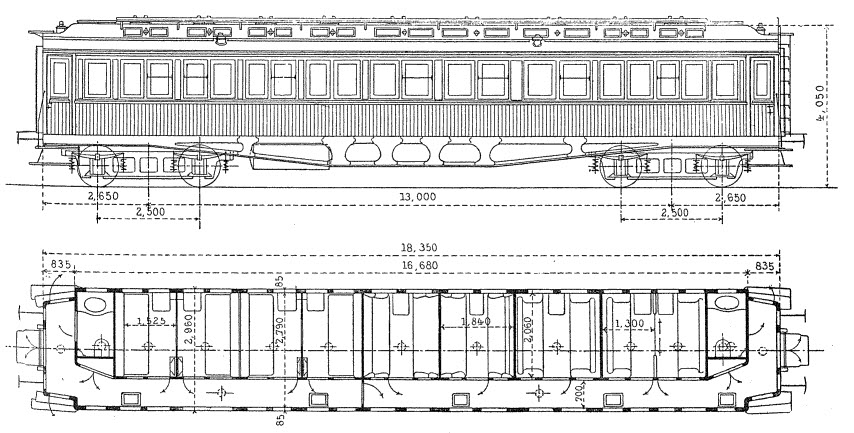
Skizze des ABHf 248

Für den Konventionalzug ließ die zuständige Chemins de fer Orientaux (CO) bei den Ringhoffer-Werken zwei Wagentypen entwickeln, darunter einen 1./2.-Klasse-Wagen mit Schlafeinrichtung (AB) und einen 3.-Klasse-Wagen mit Küche (CR). Die bei Nachtfahrt ausklappbaren Liegen, also die Schlafeinrichtung der AB-Wagen, war nicht in allen Abteilen verfügbar. Alle Abteile mit Liegen waren als Halbabteile mit Zwischentüren und ohne Waschgelegenheit ausgeführt. Die Benutzung der Liegen war nur südlich von Belgrad möglich, da der Monopolvertrag der Compagnie Internationale des Wagons-Lits (CIWL) in Österreich-Ungarn bereits in Kraft war. Einige Wagen der 3. Klasse verfügten über einen Küchenraum, welcher nur in Zügen ohne CIWL-Speisewagen südlich von Belgrad benutzt wurde.
Die Wagen waren mit Teakholz verkleidet und verfügten über Laternendächer. Ihre Untergestelle waren aus Eisen hergestellt, mit fischbauchförmigen, durchbrochenen Langträgern und Querträgern aus Façoneisen. Dieses lagerte auf zwei zweiachsigen Drehgestellen aus gepressten Stahlblechen, welche je 2,5 Meter Radstand und einen Drehzapfenabstand von 13 Metern aufwiesen. Die Wagen hatten eine automatische und nichtautomatische Vakuumbremse, eine schnellwirkende Westinghouse-Bremse sowie eine Handbremse. Ein Seitengang, Übergangsbrücken sowie Faltenbälge ermöglichten die Bewegung im Zug. Die AB-Wagen hatten neun Abteile mit zusammen 44 Plätzen, davon
- vier Halbabteile 1. Klasse mit Schlafeinrichtung, alle mit Wascheinrichtung und Klapptisch, je zwei davon waren durch eine zusammenlegbare Flügeltür verbunden
- ein Vollabteil und zwei durch eine Doppelschiebetür getrennte Halbabteile 2. Klasse mit Schlafeinrichtung und zwei Halbabteile 2. Klasse ohne Schlafeinrichtung

An den Wagenenden standen zwei Toilettenräume mit WC zur Verfügung. Die Schlafeinrichtung in der 1. Klasse entsprach dem CIWL-Standard. In den Schlafabteilen der 2. Klasse waren die aufklappbaren Rückenlehnen auf herausdrehbaren Konsolen gelagert, die Sitzunterteile konnten jedoch nicht umgedreht werden. Die Beheizung erfolgt durch Dampf, und zwar mittels gusseiserner Rippenheizkörper in der 1. Klasse und mit liegenden Heizrohren in der 2. Klasse. Die Beleuchtung erfolgte durch Gas, die Notbeleuchtung durch Kerzen. Die Lüftung erfolgte durch im Aufbau untergebrachte Torpedo-Ventilatoren. Das Wagengewicht betrug 36.000 Kilogramm, ein Wagen wurde auf der Pariser Weltausstellung des Jahres 1900 einem internationalen Publikum präsentiert.

## Tarif
Bei den bulgarischen Staatsbahnen stellte der Konventionalzug die teuerste Zuggattung dar. Es galt dabei für alle Entfernungen folgender Tarif:
- 1. Klasse: 11 Centimes je Kilometer, im Schnellzug nur 5,2 bis 8 Centimes
- 2. Klasse: 8 Centimes je Kilometer, im Schnellzug nur 3,9 bis 6 Centimes
- 3. Klasse: 5 Centimes je Kilometer, im Schnellzug nur 2,6 bis 4 Centimes